# Teoría del gran hombre

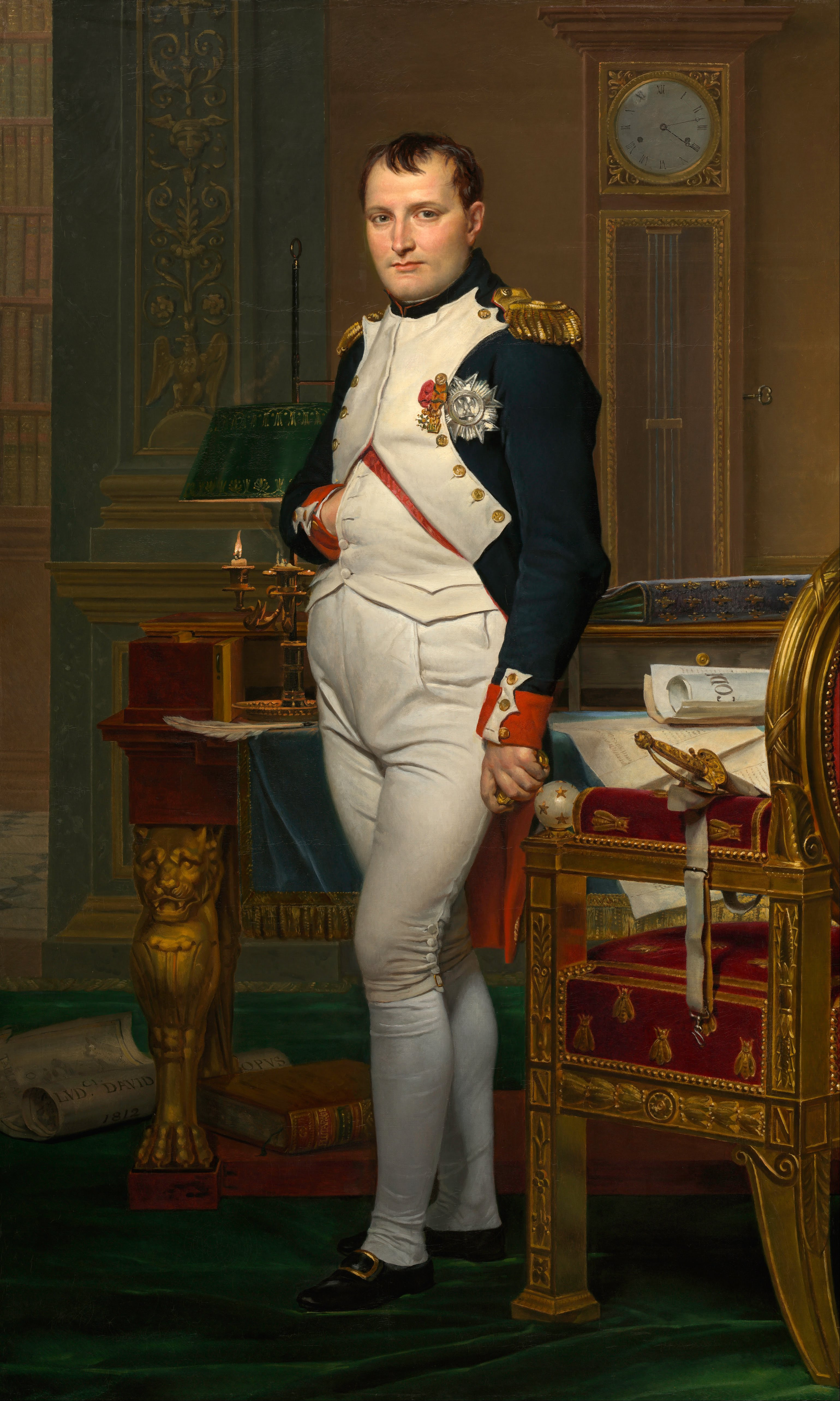
Napoleón, típico «gran hombre» que determinó el periodo napoleónico.

La teoría del gran hombre procede del siglo XIX, e indica que la historia se justifica en gran medida por el impacto de grandes hombres, o héroes, prestos a definirse como individuos altamente influyentes que, gracias a su carisma personal, inteligencia, sabiduría, o dotes políticos, utilizaron su poder de tal manera que éste tuvo un impacto histórico decisivo. La teoría se hizo popular en la década de 1840 por el autor escocés Thomas Carlyle. No obstante, en 1860, Herbert Spencer formularía que los llamados grandes hombres son, en realidad, productos de sus sociedades, y que las acciones de estos serían imposibles sin las condiciones sociales que los precedieron. Así, la posterior historia social, económica y política ha minimizado la primacía de los grandes hombres.

## Generalidades
Carlyle expresó que «la historia del mundo no es sino la biografía de grandes hombres», dando a conocer su creencia de que los héroes forman la historia a través de sus atributos personales y de alguna inspiración divina. El libro Los héroes, el culto de los héroes y lo heroico en la historia, del mismo Carlyle, esclarece su percepción de que la historia gira según las decisiones de los héroes, agregando al texto un análisis sobre la influencia de aquellos como Mahoma, Shakespeare, Lutero, Rousseau, Pericles, Napoleón, y Wagner. Desde luego, el autor sintió que el estudio de los grandes hombres era «lucrativo» para el lado heroico de uno mismo. Dicho en otras palabras, repasar la vida que tenían los héroes podría ayudar a revelar algo sobre la verdadera naturaleza del propio ser.
El estadounidense Frederick Adams Woods también mostró apoyo a la teoría del gran hombre. Este autor realizó una obra llamada La influencia de los monarcas: pasos en una nueva ciencia de la historia, para la cual investigó 386 individuos que gobernaron en Europa Occidental desde el siglo XII hasta la Revolución francesa, a fines del siglo XVIII, así como la influencia de ellos en el curso de eventos históricos.
Esta teoría frecuentemente contrasta con una teoría que habla sobre eventos que ocurren en la totalidad del tiempo, o cuando una ola aplastante de pequeños eventos causa la ocurrencia de ciertos avances. El enfoque del gran hombre estaba más de moda con los historiadores profesionales del siglo XIX. Una obra popular de esta corriente es la undécima edición de la Encyclopædia Britannica (1911), la cual contiene biografías extensas y a detalle de los grandes hombres de la historia, pero muy pocas historias generales o sociales. Por ejemplo, toda la información del período de las grandes migraciones está compilada en la biografía de Atila, rey de los hunos. Esta perspectiva heroica de la historia también estaba respaldada por algunos filósofos importantes como Hegel, Kierkegaard, Nietzsche, y Spengler, sin embargo, empezó a perder popularidad luego de la Segunda Guerra Mundial.
En sus Consideraciones intempestivas, Nietzsche escribe que: «...la meta de la humanidad reside en sus especímenes más altos».
En Temor y temblor, Kierkegaard escribe que: «...estar dispuesto a caer de tal manera que el mismo segundo que se vea como si uno estuviese de pie y caminando, para transformar el salto de la vida en una caminata, absolutamente para expresar lo sublime y al caminante —que sólo estos caballeros de fe pueden hacer— este es el único y solo prodigio».
Hegel, procediendo de la teoría providencialista, argumenta que aquello que es real es razonable y los individuos histórico-mundiales son agentes del espíritu mundial. Hegel opina así: «Tales son grandes hombres históricos-cuyas propias misiones involucran esos grandes asuntos los cuales son la voluntad del espíritu mundial». Por tanto, de acuerdo con Hegel, un gran hombre no crea la realidad histórica por sí mismo, sino que solamente revela el futuro inevitable.

## Críticas

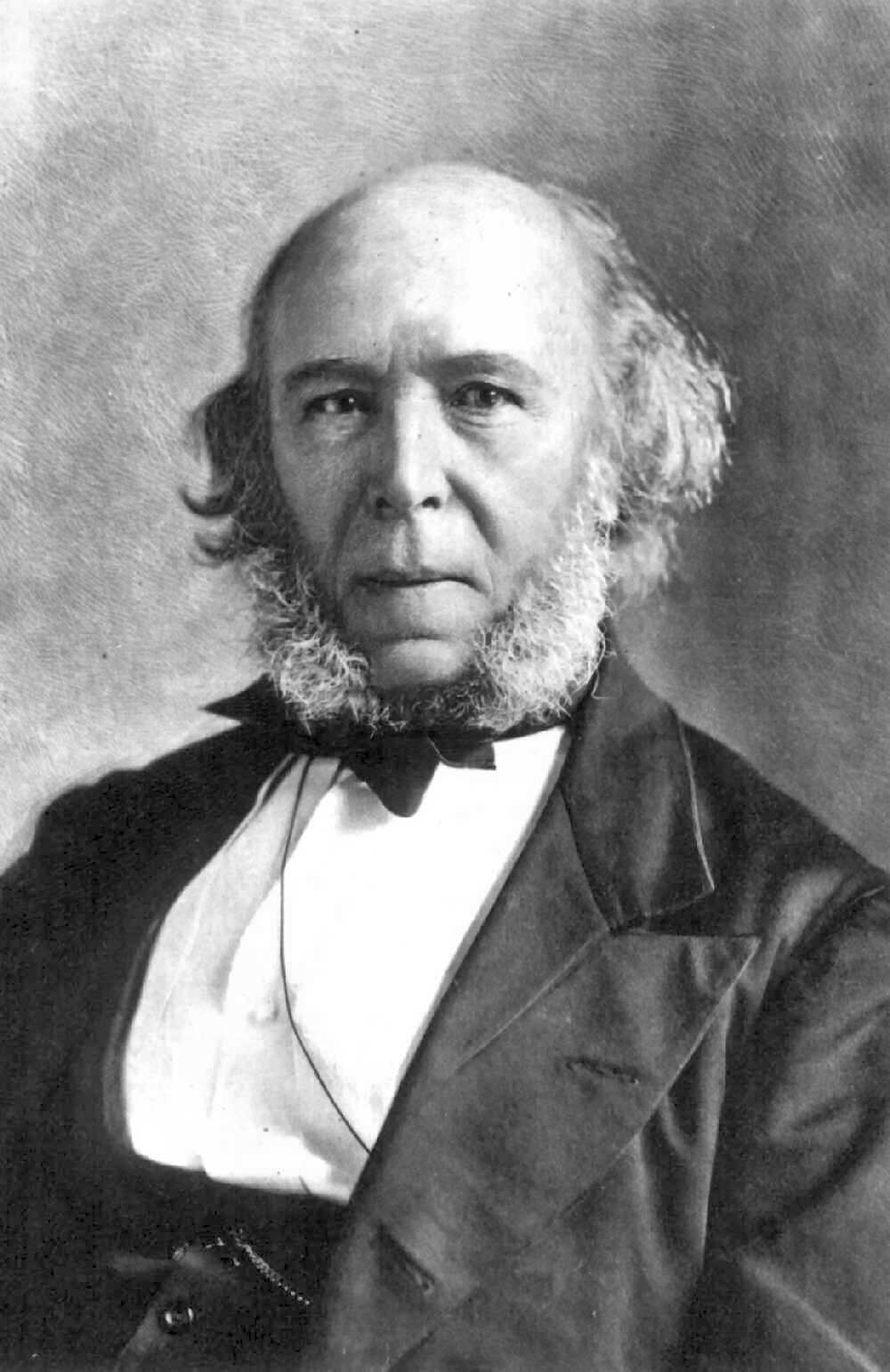
Herbert Spencer fue un crítico contemporáneo de la teoría del gran hombre de Carlyle.

Uno de los críticos más contundentes de la formulación de Carlyle sobre la teoría del Gran Hombre fue Herbert Spencer, quien creía que atribuir eventos históricos a las decisiones de unos cuantos individuos era una posición lamentablemente primitiva, infantil y no-científica. Spencer también creía que los hombres que Carlyle llamaba «grandes hombres» eran meramente productos de su entorno social.

Debes admitir que el génesis de un gran hombre depende de una serie larga de influencias complejas las cuales han producido la raza en la que él aparece, y el estado social en el cual la raza ha ido creciendo lentamente... Antes de que él pueda rehacer su sociedad, la sociedad debe hacerlo a él.
Herbert Spencer, El estudio de la sociología

Guerra y paz de Tolstói enfatiza el criticismo a la teoría del Gran Hombre como un tema recurrente en sus digresiones políticas. Según Tolstói, lo significativo de los grandes individuos es imaginario, agregando que dichos sujetos son sólo esclavos de la historia realizando el decreto de la providencia.
William James en su estudio Grandes hombres y su ambiente subrayó la importancia de la congruencia del Gran Hombre con sus alrededores (en sentido amplio), aunque su último punto fue que los entornos e individuos se forman el uno al otro recíprocamente, tal como los entornos y los miembros individuales de las especies animales hacen según la teoría darwiniana.
Sidney Hook, uno de entre los críticos modernos de la teoría del gran hombre, apoya la idea. Él otorga crédito a aquellos que moldearon eventos a través de sus acciones, y su libro El héroe en la historia es devoto al rol del héroe y en la historia e influencia de personas extraordinarias.
Leonid Grinin define una figura histórica, es decir, un Gran Hombre, de la siguiente manera:

Debiéndose a sus cualidades personales, o a una oportunidad, o a su postura social, o a la peculiaridad de los tiempos, un individuo por el mismísimo hecho de su existencia, por sus ideas o acciones (o inacción) directas o indirectas, durante su vida o después de su muerte podría tener tal influencia sobre sí mismo u otra sociedad la cual puede ser reconocida significativamente a lo que él deja una marca notoria (positiva, negativa o inequívoca) en la historia y en el desarrollo posterior de la sociedad.

Así, Grinin concluye que el rol del gran hombre depende de un conjunto de factores.